# Коммуна (Могилёвская область)
Комму́на (бел. Камуна) — деревня в составе Черневского сельсовета Дрибинского района Могилёвской области Республики Беларусь.
Расположена в лесистой местности на правом берегу реки Бася в 1,5 км к юго-западу от Черневки, в 23 км к западу от Дрибина и в 32 км к северо-востоку от Могилёва.
Имеется тупиковая подъездная дорога от проходящей в 1,5 км к северу от деревни автодороги Могилёв — Дрибин.

## Население
- 1999 год — 19 человек
- 2010 год — 15 человек